# ريان جونسون (فنان)
ريان جونسون (بالإنجليزية: Ryan Johnson)‏ هو فنان أمريكي، ولد في 1978 في كراتشي في باكستان.